# Museo nazionale Brukenthal

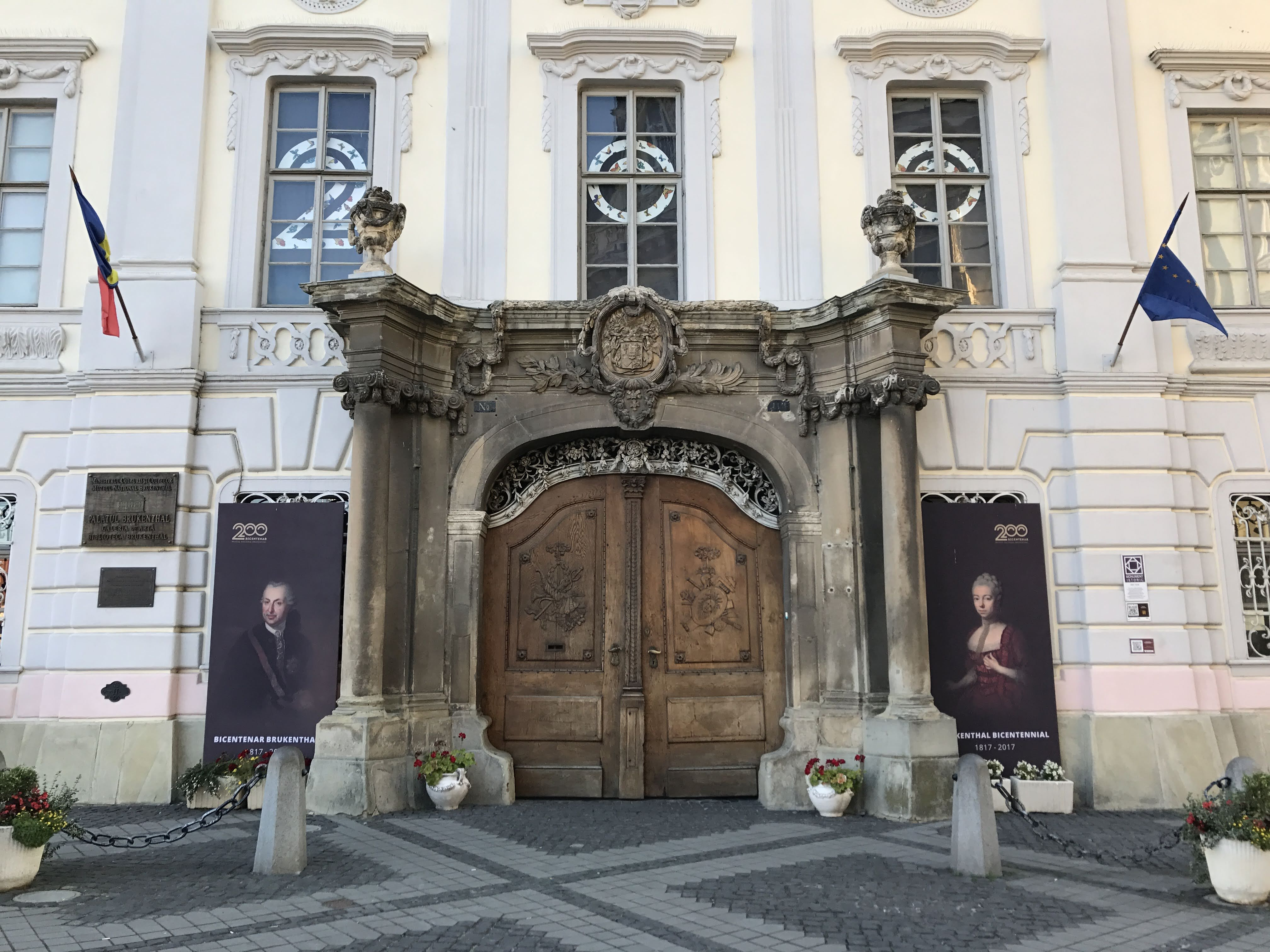
L'ingresso al museo

Il Museo nazionale Brukenthal (in romeno Muzeul Naţional Brukenthal) è il principale museo d'arte di Sibiu, nonché uno dei più importanti e antichi della Romania.

## Storia
Aperto al pubblico nel 1817, il museo è il più antico del paese e dell'Europa orientale del sud in generale. Deve la sua nascita al governatore della Transilvania nel tardo XVIII secolo, il barone Samuel von Brukenthal, rappresentante della nobiltà sassone al servizio dell'imperatrice Maria Teresa d'Austria. Collezionista fin da quando risiedeva a Vienna, il barone raccolse tra il 1759 e il 1774 una cospicua collezione di dipinti, stampe, monete e libri. Fu a Sibiu dal 1777, dove fece costruire un edificio tardobarocco (1778-1788) in cui sistemò le proprie raccolte.
La collezione di arte europea, con lavori dal XV al XVIII secolo, fu aperta nel 1790 e contava circa 800 dipinti, con importanti opere di scuola italiana, fiamminga, olandese e austro-tedesca. Nel primo inventario, redatto da Franz Neuhauser Jr. quando il barone era ancora in vita, vennero elencati 1070 pezzi e le numerose attribuzioni di esemplari senza firma furono preziose per la stesura del primo catalogo vero e proprio, dato alle stampe nel 1844.
Alla morte del barone, in base alle sue volontà testamentarie, il palazzo si trasformò in un vero e proprio museo, e venne aperto al pubblico nel 1817.
Negli anni successivi si arricchì di alcune opere e di una sezione di arte romena dei secoli XIX/XX, ma subì anche spoliazioni. Nel 1948 Ceaușescu confiscò diciannove dipinti trasferendoli al Museo nazionale d'arte rumeno di Bucarest, dove restarono fino alla fine del 2006.
Nel 1968 inoltre il museo subì un grave furto di otto opere, di cui ne sono state fino ad oggi recuperate solo quattro, nel 1998. Sono tutt'oggi irrintracciabili in Ritratto d'uomo con pelliccia, di anonimo del XV secolo, il Ritratto virile di Cristoph Amberger e quello di Jörg Breu il Vecchio, oltre alla Morte di Cleopatra di Antoon van Dyck.

## Opere principali
Il museo ha una sezione di pittura rumena e quattro di pittura dell'Europa occidentale, una di arte contemporanea, un lapidario/gipsoteca, una sezione di arti grafiche, una biblioteca storica, una sezione di storia naturale, una di storia della farmacia, una di storia locale (a palazzo Altemberger) e una di armi e trofei di caccia.
La sezione di arte europea è suddivisa in arte tedesca/austriaca, arte olandese/fiamminga, arte italiana e un'ultima sezione di capolavori recuperati, in cui figurano i 19 dipinti restituiti nel 2007 e i quattro recuperati nel 1998 dopo il furto. Quest'ultima sezione è stata riallestita con la designazione di Sibiu a capitale europea della cultura nel 2007.

### Capolavori ritrovati
Anonimo fiammingo del tardo XV secolo
- Ritratto d'uomo con teschio

Anonimo tedesco del XVI secolo (da Grünewald)
- Cristo deriso

Antonello da Messina
- Crocifissione, 1450 circa

Pieter Brueghel il Giovane (da Brueghel il Vecchio)
- Paesaggio invernale con trappola per uccelli, 1631

Pieter Brueghel il Vecchio
- Strage degli innocenti (attr.)

Rosalba Carriera
- Autoritratto
- Ritratto femminile

Jan van Eyck
- Uomo con l'anello, 1430 circa

Jacob Jordaens
- Estate, 1623
- Sacra Famiglia, 1625-1630

Philips de Koninck
- Paesaggio con pianura olandese

David Teniers il Giovane
- Taverna di campagna, 1660 circa
- Il controllo, 1660 circa

Lorenzo Lotto
- San Girolamo penitente, 1513-1514

Alessandro Magnasco
- Elargizione delle elemosine al monastero, 1703-1710 circa
- Tre eremiti (attr.)

Hans Memling
- Ritratto d'uomo leggente, 1480 circa
- Ritratto di donna in preghiera, 1480 circa

Frans van Mieris il Vecchio
- Uomo con la pipa alla finestra, 1658

Hyacinthe Rigaud
- Ritratto di Le Notre, giardiniere di Luigi XIV (maniera di)

Tiziano
- Ecce Homo, 1560 circa

Philips Wouwerman
- Piccolo ponte di legno, 1660
- Paesaggio con cavalli da soma, 1660